# Saturday Junction
『Saturday Junction』（サタデー・ジャンクション）は、2021年4月3日からα-STATION・FM大阪・Kiss FM KOBEの京阪神FM3局で共同制作・放送されているラジオ番組。放送時間は毎週土曜 11:00 - 12:55。愛称はサタジャン、番組ハッシュタグは #サタジャン3。

## 概要
- 京阪神の美味しい・楽しい・素敵な情報をお届けする番組。
- 番組のDJは、FM京都 α-STATIONから川原、FM大阪から遠藤、Kiss FM KOBEから藤原が週替わりで担当。キー局も京都・大阪・神戸と週替わりとなり、その街ならではの雰囲気・選曲で展開される。
- 2021年1月6日～3月24日まで、新型コロナウイルスの影響により、家で過ごす人が増えたことから「局の垣根を越えてFMラジオを盛り上げたい」と考えた3局は、10分間の同時生放送コーナー「ZOOM IN KANSAI」を企画。回を重ねる中でより大きなことをしたいと考え、新たに設備投資をし、同番組が実現[2][3]。Twitterの中の人は「ZOOM IN KANSAI」と同じ[4]。
- 毎週番組オリジナルステッカーをプレゼントしている(出演者誕生日・パンダに関することで倍増やサイン付きになる場合もある)。

## 放送時間
- 毎週土曜 11:00 - 12:55

### 梱包番組
11:55 - 12:00の間は各局で梱包番組が放送されている。
- Piyo Piyo Radio（～2021年9月末）→SPLASH GROOVE（α-STATION・2021年10月〜）
- FM大阪 HEADLINE NEWS・TRAFFIC REPORT（FM大阪）
- Kiss Latest News・Weather（Kiss FM KOBE）

## パーソナリティ
- 川原ちかよ（α-STATION）
- 遠藤淳（FM大阪）
- 藤原岬（Kiss FM KOBE）

各局とも3名が連名されているが、実際は週替わり。

## 2021年エピソード
- 番組ハッシュタグは初回放送最中まで「#京阪神ラジオ」（暫定）であった。
- 2021年4月3日、α-STATION初回放送時に川原・遠藤・藤原が出演（合流）し、3人で番組ハッシュタグ「#サタジャン3」を決めた。遠藤だけ「#京阪神じゃん」をプッシュ。
- 4月10日、FM大阪初回放送時、遠藤がプロレス好きと言うとプロレスにちなんだメッセージが多数届く。川原・藤原はスタジオ見学。出演せず。
- 4月17日、Kiss FM KOBE初回放送時、川原・遠藤は電話出演[5][6]
- 5月22日、FM大阪放送回、飴にちゃん付けするか、という話題で盛り上がる[7]。放送を聴いていた藤原が、食べ物に対しコープ（生活協同組合）を引き合いに出し、なぜ「コープさん」と言うのかという疑問をツイート[8]。
- 6月12日、FM大阪放送回、パンダの話題から「パンダ愛好家」として川原が電話出演。神戸市立王子動物園のタンタンを『パンダ界の八千草薫』と遠藤に熱弁。
- 6月19日、Kiss FM KOBE放送回、藤原が「なぜコープには“さん”付けするのか」とツイートした疑問に答えるために、日本生協連のTwitterの中の人が電話出演。コープに“さん”付けする理由を話す[9]。幼少期からコープを利用していた藤原は、学生時代コープのレジ打ちバイトに落ちていた。
- 6月27日、上野動物園に双子パンダが産まれたことから、パンダ愛好家の川原にパンダにちなんだメールが殺到する。この日、リスナーからの要望を受け、番組グッズのステッカーをいつもの2倍の人にプレゼント。次回α-STATION時(7月17日)のスペシャルゲストとして中村獅童が出演と発表[10]。
- 7月17日、α-STATION放送回、川原が「マリトッツォは食べたことがない」と宣言したことから、翌週の遠藤、翌々週の藤原を巻き込んでスイーツの話題が多くなり「京阪神マリトッツォ事件」と命名される。
- 8月14日、FM大阪放送回、遠藤淳誕生日。番組グッズのステッカーをいつもの3倍の人にプレゼントし、放送でマリトッツォを食べる[11]。川原は遠藤より先にマリトッツォを食べたことをTwitterで告白[12]。
- 9月4日、α-STATION放送回、パンダ愛好家の川原が和歌山・アドベンチャーワールドや神戸市立王子動物園のパンダの誕生日を紹介。以後、川原がパンダを紹介する時は「#サタデーパンダ」になるとTwitterで発表。9月14日、Kiss FM KOBE「Kiss MUSIC PRESENTER」内で藤原がアドベンチャーワールドのパンダ・永明（エイメイ）を「ながあき」と読んでしまい、京阪神のリスナーに広まる[13]。
- 9月18日、Kiss FM KOBE放送回、日本生協連・Twitterの中の人が電話出演。藤原が日本生協連70周年を祝う。藤原は「コープさんでのレジ打ちの夢を諦めない」と宣言。
- 9月25日、FM大阪放送回、Twitterフォロワーが放送中に1万人に達したらステッカーをいつもの2倍の人にプレゼントと告知し、放送中に目標達成。
- 10月9日、α-STATION放送回、前日に上野動物園・双子パンダの名前が決まったことからステッカーをいつもの2倍の人にプレゼント。GLAY・JIROリモート出演。
- 10月16日、FM大阪放送回、藤井フミヤがゲスト出演。放送中に遠藤が「コーヒー炊き込みご飯をオンエア中に試した人にもステッカープレゼント」と呼びかけ、番組ハッシュタグで完成をアップした人にプレゼント。
- 11月13日、Kiss FM KOBE放送回、3Pointsコーナーに川原ちかよ・遠藤淳が登場。京阪神のお持たせを紹介。放送終わりまで話し続け、突然の3人の合流でリスナー・キスナーを驚かせた[14]。
- 12月4日、本家流行語大賞に合わせて「サタジャン的流行語大賞2021」を発表。番組全体の流行語は「合流」、京都は「食の保守派」、大阪は「ほないこか」、神戸は「コープさん」と発表(「合流」という言葉は川原がランスルー時に考案)[15]。
- 12月25日、Kiss FM KOBE放送回。クリスマス企画として、プロポーズの言葉をメッセージした人の中から抽選で番組SNSに登場するオオサンショウウオ（大）をプレゼント。藤原の試飲をTwitter投票で行い、餃子サイダーが1位になる。2021年を振り返り、藤原が日本生協連内部向け広報誌の取材を受けたことを発表、3DJの反省を紹介。川原の反省は「11月13日、京阪神のお持たせ紹介時、8分の尺を7分半ひとりで喋ったこと」、遠藤の反省は「5月22日、α-STATION RADIANT MORNINGからの振りがうまくいかなかったこと」、藤原の反省は「しっとりDJになれなかったこと」。生放送中、ワタナベフラワー・クマガイタツロウがスタジオを覗き込む[16]。

## 2022年エピソード
- 1月1日、α-STATION放送回。川原の口上で生放送開始。遠藤・藤原に電話を繋ぐ。リアルタイムで合流している人に3人直筆の年賀状・3人のサイン入りステッカーをプレゼント。
- 1月22日、α-STATIONで土曜11時まで放送をしている「RADIANT MORNING」でしもぐち☆雅充がしもぐちが呼びかける「合流」に代わる言葉を募集。「呼ばれて飛び出てジャンクション」が選ばれ、川原・遠藤・藤原も「呼ばれて飛び出てジャンクション」とコールした。
- 1月22日、α-STATION放送回、川原が淡路ファームパーク イングランドの丘のひつじ（ひまり・こむぎなど）をTwitterでずっと見ていることにちなんで、ひつじ担当者に電話を繋ぐ。
- 2月5日、Kiss FM KOBE放送回。「予想通りのどか雪」というメールが届く。正しくは「どか雪」だが、句読点の場所を間違った藤原が「のどか雪」と伝える[17]。
- 2月26日、Kiss FM KOBE放送回。何かと何かを掛け合わせた、掛け合わせグルメに挑戦するので情報を教えて、と藤原が言う。3月5日、α-STATION放送回に「北海道土産でマズいと有名なジンギスカンキャラメルを岬ちゃんに食べて欲しい」というメッセージを川原が紹介、藤原の挑戦を告知。札幌グルメフーズからジンギスカンキャラメルを送ってもらう。3月12日、FM大阪放送回、過去にジンギスカンキャラメルを食べた遠藤は「やめた方がいい」と忠告。3月16日、FM大阪「Marché Coucou」内で珠久美穂子も「週末のサタジャンで岬ちゃんがジンギスカンキャラメルを試食する」と告知。藤原より先に試食をする。
- 3月19日、Kiss FM KOBE放送回、藤原がジンギスカンキャラメルを試食。Twitterのライムラインは盛り上がりを見せ、11時台、全国のラジオツイートランキング3位になり[18][19]「京阪神ジンギスカンキャラメル事件」と命名される。今後、藤原の挑戦コーナーは「アタック岬」となる。
- 3月26日、α-STATION放送回。番組ハッシュタグで桜写真をアップした人1名に川原のサイン入りステッカーを送ると告知、実際には3名に送る。放送では日本パンダ保護協会会長・土居利光に電話を繋ぎ、川原とパンダについて語る。
- 4月2日、FM大阪放送回。2年目突入ということで、α-STATION「RADIANT MORNING」DJ・しもぐち☆雅充が電話出演。番組ハッシュタグで桜写真をアップした人3名に遠藤のサイン入りステッカーを送る。
- 5月21日、Kiss FM KOBE回、マリンピア神戸 さかなの学校校長・大鹿達弥出演。イカナゴぬいぐるみの取り組みを紹介[20]、後日神戸経済新聞掲載。ネックピローをかぶった藤原の姿も公開される[21]。
- 6月18日、α-STATION放送回。2代目ステッカーを作成する絵本アニメクリエイター・twotwotwoが電話出演。ステッカー作成に伴い、川原が各DJの説明をする。
- 7月2日、Kiss FM KOBE放送回。藤原の挑戦コーナー「アタック岬」でお化け屋敷に行くかどうかリスナー・キスナーにメッセージを募ると「行って欲しい」票が圧倒的に多く、お化け屋敷挑戦が決まる。
- 7月23日、Kiss FM KOBE放送回。川原が京都水族館で買ったオオサンショウウオのおみくじを藤原がひく。結果は末吉。「アタック岬」コーナーで心斎橋パルコ「心斎橋ゾンビパニック」に挑戦した音声が流れる。
- 7月30日、α-STATION放送回。2代目ステッカープレゼント開始。
- 9月10日、α-STATION放送回。番組ハッシュタグでマンホールをアップした人3名に川原のサイン入り色紙を送ると告知、実際には6名に送る。
- 10月29日、FM大阪放送回。番組ハッシュタグでお肉をアップした人3名に遠藤のサイン入り色紙を送る。
- 11月19日、FM大阪放送回。番組ハッシュタグで紅葉をアップした人3名に遠藤のサイン入り色紙を送る。
- 12月24日、α-STATION放送回。番組ハッシュタグでクリスマス写真をアップした人3名に川原・遠藤・藤原のサイン入り色紙を送ると告知。しもぐち☆雅充と川原の歌唱で放送開始となる[22]。
- 12月31日、FM大阪放送回。11時台に川原、12時台に藤原に電話を繋ぐ[23]。

## 2023年エピソード
- 1月7日、Kiss FM KOBE放送回。西宮神社 開門神事講社・講長の平尾亮が出演し、3年ぶりに開催される福男選びについて語った[24]。
- 2月4日、Kiss FM KOBE放送回。ウィスコンシン州に住んでいたというリスナーメッセージを紹介した際、藤原が音の雰囲気で「オスマン・サンコン」を連呼し、エンディングで「サンコン」とメッセージを送ってきた人の名前を紹介する、と吸い込まれるまで紹介。番組ハッシュタグで「サンコン」と呟くことを呼びかけ、サンコンが多数ツイートされる事態となる[25]。
- 2月19日、Kiss FM KOBE放送回。藤原の挑戦コーナー「アタック岬」で通天閣のタワースライダーに挑戦する。
- 2月25日、α-STATION放送回。番組テーマは前田彩名考案「京阪神お土産100」。放送中に100のお土産情報紹介を目指した。遠藤・藤原もコメントでお土産を紹介。
- 3月11日、Kiss FM KOBE放送回。番組テーマは藤原考案企画「カレーうどん」。オスマン・サンコン誕生日にあたり、藤原が番組ハッシュタグで「サンコンさんおめでとう」と呟くことを呼びかけ、サンコンが多数ツイートされる事態となる[26]。
- 4月1日、Kiss FM KOBE放送回。藤原が喉を負傷し、筆談で放送する事態となる。α–STATIONの川原とFM大阪の遠藤が応援に駆けつけ3名で番組を盛り上げた。新年度の初回放送で想定外の担当DJ3名が揃って放送した[27]。
- 4月22日、Kiss FM KOBE放送回。番組テーマは「電車」。北条鉄道の枕木応援団を紹介し、神戸チームでやってみたい、と興味を示す。
- 5月13日、Kiss FM KOBE放送回。番組テーマは「公園」。しもぐち☆雅充が電話出演[28]。しもぐちから藤原に2024年「黒豆ロック・フェスティバル」の出演依頼をした。
- 6月3日、Kiss FM KOBE放送回。川原ちかよ誕生日当日ということで藤原の「おめでとー！」コール。北条鉄道の枕木応援団に参加、北条町駅に枕木があることを発表。生放送中、珠久美穂子がスタジオを覗き込む[29][30]。
- 6月10日、α-STATION放送回。番組ハッシュタグであじさいをアップした人3名に2代目ステッカーと川原のサイン入り色紙を送る。
- 6月17日、FM大阪放送回。番組テーマは「かき氷」、川原・藤原、それぞれコメントを紹介。
- 6月24日、Kiss FM KOBE放送回。番組ハッシュタグでネギをアップした人5名に2代目ステッカーと藤原のサイン入り色紙を送る。
- 7月15日、Kiss FM KOBE放送回。川原が祇園祭の電話リポートを行う。
- 7月22日、α-STATION放送回。番組テーマは「野球」、放送時間中にリスナーメールでプロ野球12球団の本拠地紹介を目指す。
- 8月5日、Kiss FM KOBE放送回。番組テーマは「びわ湖」、びわ湖バレイ「びわ湖テラス」からターザン山下が中継を行い、びわ湖くんもゲスト出演。当日会場ではびわ湖特集限定の番組ステッカーを配布[31]。
- 8月12日、α-STATION放送回。番組テーマは「水族館」、川田一輝がゲスト出演。
- 9月9日、FM大阪放送回。番組ハッシュタグでマンホールをアップした人4名に遠藤のサイン入り色紙とステッカーを送った。
- 9月16日、Kiss FM KOBE放送回。番組テーマは「朝ごはん」、番組ハッシュタグで朝ごはんをアップした人4名に藤原のサイン入り色紙とステッカーを送った。SAVVY神戸特集に藤原のコメントが掲載されることが発表された。
- 9月23日、α-STATION放送回。番組テーマは、阪神タイガース優勝までは「ARE」と告知、優勝後は「優勝」になった。
- 9月30日、FM大阪放送回。遠藤が映画「BAD LANDS バッド・ランズ」原田眞人監督インタビュー。遠藤はこの映画にエキストラ出演している。
- 10月7日、Kiss FM KOBE放送回。イナズマロックフェスにいる川原・遠藤に電話を繋ぐ。
- 11月4日、α-STATION放送回。番組テーマは「おにぎり」、番組ハッシュタグで朝ごはんをアップした人3名に川原のサイン入り色紙とステッカーを送った[32]。THE YELLOW MONKEY・brainchild'sの菊地英昭がコメント出演し、好きなおにぎりの具を語った。
- 11月11日、FM大阪放送回。 しもぐち☆雅充が中継レポートを行った。
- 11月18日、Kiss FM KOBE放送回。番組テーマは「紅葉」、番組ハッシュタグで紅葉写真をアップした人に藤原のサイン入り色紙とステッカーを送った。
- 11月25日、α-STATION放送回。番組テーマは「秋冬と洋服と私」、「部屋とYシャツと私」と似たタイトルとなるため、平松愛理の了承を得たと発表。
- 12月9日、FM大阪放送回。矢井田瞳がスタジオゲスト。放送と同じ時間帯、大阪モーターショーで川原・藤原による「裏Saturday Junction ～ ちかよ・岬のDJ SHOW」を開催。
- 12月23日、FM大阪放送回。番組テーマは「クリスマス」、番組ハッシュタグでクリスマス写真をアップした人に遠藤のサイン入り色紙とステッカーを送った。

## 2024年エピソード
- 1月6日、α-STATION放送回。番組テーマは「ラーメン」、番組ハッシュタグでラーメン写真をアップした人に川原のサイン入り色紙とステッカーを送る。珠久美穂子が、本町にできたラーメン店「麺スタイル谷本家」からレポート中継で番組初登場。
- 1月27日、α-STATION放送回。森夏子がレポート中継で番組初登場。
- 2月10日、Kiss FM KOBE放送回。番組テーマは「福井の冬のいいとこ教えて」、川原の現地レポートの模様を放送。放送終了後、藤原と川原による延長戦がXスペースで行われた。
- 2月17日、FM大阪放送回。SOPHIA・松岡充がインタビュー出演。
- 3月23日、Kiss FM KOBE放送回。オープニングで藤原が、しもぐち☆雅充主催の「黒豆ロック・フェスティバル」に参加することを発表。放送ではモデル・貴島明日香が出演。番組ハッシュタグで春の写真をアップした人に藤原のサイン入り色紙とステッカーを送った。
- 4月16日、FM大阪放送回。放送ではグルメブロガー・M三郎が出演し、遠藤と町中華談義をした。
- 4月27日、FM大阪放送回。山崎育三郎がコメント出演。
- 5月4日、Kiss FM KOBE放送回。みどりの日ということもあり、番組ハッシュタグでみどりの写真をアップした人に藤原のサイン入り色紙とステッカーを送った。
- 5月11日、α-STATION放送回。ご当地キャラの日ということで京都府京丹波町のキャラクター、味夢くんと担当者がゲスト出演した。
- 5月26日、藤原がしもぐち☆雅充主催の「黒豆ロック・フェスティバル」にゲスト参加し、藤原としもぐちが最新ヒット曲と言いながら「別れても好きな人」をデュエット[33]。藤原はムーディ勝山のコーラスにも参加した。
- 6月1日、α-STATION放送回。番組テーマは「宿泊」ということで、川原は「OMO5京都祇園 by 星野リゾート」の宿泊体験を語った。
- 6月29日、FM大阪回。番組ハッシュタグで餃子の写真をアップした人に遠藤のサイン入り色紙とステッカーを送った。
- 7月6日、Kiss FM KOBE放送回。番組ハッシュタグで赤の写真をアップした人に藤原のサイン入り色紙とステッカーを送った。
- 7月27日、Kiss FM KOBE放送回。番組テーマは「夏旅 2024 関西以外で」ということで「新型特急やくもに乗りたい」という番組中の人の意見を活字で見た藤原が「新型特急や　くもに乗りたい」と、新型特急と雲に乗りたいのかと見間違える。
- 8月2日、川原・遠藤・藤原が京セラドーム大阪で野球観戦をする。3人が集まるのは1年4か月ぶり。
- 8月14日、Kiss FM KOBE放送回。川原が京都水族館で買ったオオサンショウウオのおみくじを藤原がひく。結果は末吉。東京からのリスナーメッセージを紹介後、送り主は以前に電話をつないだ日本生協連の(先代)Xの中の人と判明。放送後は藤原とスタッフが水鉄砲をする様子を投稿[34]。
- 8月31日、α-STATION放送回。川原は「星のや京都」の宿泊体験を語った。
- 9月4日、阪神タイガースファンである川原・藤原と番組スタッフが阪神甲子園球場で野球観戦をする[35]。
- 10月5日、α-STATION放送回。川原は「ニンテンドーミュージアム」をレポートした。
- 10月19日、Kiss FM KOBE放送回。FM大阪DJ・赤松悠実がイベント会場から中継予定だったがイベントが雨天中止となり、出演ならず。
- 10月26日、α-STATION放送回。番組ハッシュタグで青の写真をアップした人に川原のサイン入り色紙とステッカーを送った。
- 11月2日、FM大阪放送回。 しもぐち☆雅充が中継レポートを行った。
- 11月9日、Kiss FM KOBE放送回。兵庫からの放送であるが藤原が何故か「明石県」と言ったり、「城崎」を「しろさき」と読み上げ、番組エンディングで謝罪した。
- 11月23日、FM大阪放送回。番組ハッシュタグで夕陽・夕焼けの写真をアップした人に遠藤のサイン入り色紙とステッカーを送った。
- 12月17日、珠久美穂子がDJを務めるFM大阪「Marché Coucou」に、1月の合流の御礼を兼ねて川原が「麺スタイル谷本家 大阪梅田店」からレポート中継合流[36]。珠久と同様、川原も店の制服を着て中継をした。
- 12月14日、FM大阪放送回。「今思い返してみると…なんであんなことしてたんだろう」メッセージを募り、大賞にはギフトカードを送った。
- 12月21日、Kiss FM KOBE放送回。番組ハッシュタグでクリスマスの写真をアップした人に藤原のサイン入り色紙とステッカーを送った。この日は冬至であったが、藤原が放送で「夏至」と紹介した。

## 2025年エピソード
- 1月4日、FM大阪放送回。番組ハッシュタグで朝日・朝焼けの写真をアップした人に遠藤のサイン入り色紙とステッカーを送った。
- 1月11日、Kiss FM KOBE放送回。平松愛理がゲスト出演[37]。平松と藤原の共通点は方向音痴ということもあり、大阪・梅田ダンジョンを攻略しようと話す。
- 1月18日、α-STATION放送回。放送199回を記念してテーマは「行きたいとこ200 京阪神以外」、2週で計200箇所の場所を挑戦。川原は放送中109箇所の紹介に成功。
- 1月25日、FM大阪放送回。放送200回を記念して「行きたいとこ200 京阪神」というテーマで、遠藤は残る91箇所の紹介。川原・藤原からのコメントが届いた。
- 2月22日、Kiss FM KOBE放送回。藤原の挑戦コーナー「アタック岬」で一平ちゃん ショートケーキ味を試食した。
- 3月8日、FM大阪放送回。「散髪」がテーマ。現役美容師であり、藤原岬の叔父・SHE'S 井上竜馬の父である井上光昭がスタジオ生出演。藤原は放送後に叔父の出演に気づいた。
- 4月5日、Kiss FM KOBE放送回。「継続」がテーマ。12時台にスタジオから遠藤・川原それぞれに電話をした。
- 4月12日、α-STATION放送回。川原が大阪・関西万博の感想を語った[38]。
- 5月17日、Kiss FM KOBE放送回。歌手・エンヤの誕生日のためテーマは「癒し」。藤原が「癒しDJ・ミー」に扮した[39]。
- 6月7日、Kiss FM KOBE放送回。番組テーマは「雨とアメちゃんと私」、「部屋とYシャツと私」と似たタイトルとなるため、平松愛理の了承を得た。
- 6月21日、FM大阪放送回。番組ハッシュタグであじさいをアップした人1名に2代目ステッカーと遠藤のサイン入りエコバッグを送る。
- 6月28日、Kiss FM KOBE放送回。8月2日に藤原岬が京セラドーム大阪、オリックス対日本ハム戦で国歌独唱をすることを発表した。
- 8月2日、FM大阪放送回。遠藤の仕事の都合で、川原がFM大阪から生放送を行う。京セラドーム大阪の控室にいる、国歌独唱前の藤原岬に電話を繋ぐ。
- 8月9日、Kiss FM KOBE放送回。8月2日に藤原岬が行った、京セラドーム大阪、オリックス対日本ハム戦での国歌独唱ドキュメントを放送した。
- 8月16日、α-STATION放送回。ゲストは7年ぶりに配信リリースを行った、アカシアオルケスタ。藤原岬・西村広文がスタジオ生出演、川原が40分近くインタビュー。

## コーナー
- 3Points…京阪神エリアのお得な情報を紹介。
- Rabbit Navigation #ラビナビ（不定期開催）…ラビット・カーネットワークの店舗の方が店舗情報・ドライブスポットを紹介。
- Daily Life Plus…モリト提供。「あたりまえだけど大切にしているコト」そして、「新しくプラスしたいコト」をテーマにアーティストをはじめとする様々なゲストのボイスメッセージを紹介するコーナー。
- サタデーパンダ（京都回のみ不定期開催）…パンダを愛する川原がパンダの最新情報を紹介。BGMはTHE HIGH-LOWS「パンダのこころ」。
- サタデーアニマル（京都回のみ不定期開催）…動物を愛する川原が各地の動物を紹介。
- サタデープロレス（大阪回のみ不定期開催）…プロレスを愛する遠藤がプロレスの情報を紹介。
- アタック岬（神戸回のみ不定期開催）…藤原が色んなことに挑戦する。
- WEEKEND ACTION…京阪神の週末情報を紹介。

## プレゼント
- 番組オリジナルステッカー（2021年6月5日～2022年7月2日）…番組ロゴステッカー大・小セット
- 2代目ステッカー（2022年7月30日～）…α-STATION・FM大阪・Kiss FM KOBEと絵柄が変わる。絵本アニメクリエイター・twotwotwoとのコラボ。α-STATION回は「ちかパン」・FM大阪回は「マスク ド エンドゥ」・Kiss FM KOBE回は「ゼンマイ岬」と愛称がある。京阪神のステッカーをコンプリートするとオリジナルグッズが当たる。

## Twitterとの連動
- 番組Twitterを使い、京阪神にちなんだアンケートやプレゼントツイートも行っている。
- 当日のDJ・スタッフを書いた「サタジャンボード」が放送前にTwitterにアップされる。α-STATION回はパンダや生き物のぬいぐるみ、川原のアクリルスタンドが設置され、Kiss FM KOBE回はKiss FM KOBEのキーホルダーがついている。
- 番組Twitterは出演者だけでなくスタッフ、各局のDJも写ることがある。
  - #キヨピーさんとちかよさん …谷口キヨコと川原
  - #ちかよとみぽこ …川原と珠久美穂子
  - #ジャパニーズアクトレス …川原と珠久美穂子（アメリカに行ったエピソードから）
  - #ちかよさんと彩名さん …川原と前田彩名
  - #ちかよさんとエンドゥさん …川原と遠藤
  - #ちかよさんと岬ちゃん …川原と藤原
  - #ちかよさんと永田さん …川原と永田早紀
  - #夏子さんとちかよさん …森夏子と川原
  - #ちかよさんとクマちゃん …川原とクマガイタツロウ（ワタナベフラワー）
  - #ちかよさんとさくちゃん …川原と宮部咲哉
  - #ちかよさんとかわちゃん …川原と川田一輝
  - #岬ちゃんとスターさん …藤原としもぐち☆雅充
  - #岬ちゃんと永田さん …神戸回オンエア終わりの藤原と永田早紀
  - #岬ちゃんとクマちゃん …藤原とクマガイタツロウ（ワタナベフラワー）
  - #しゅくちゃんと岬ちゃん …珠久美穂子と藤原
- FM大阪「Marché Coucou」Twitterに登場するオオサンショウウオぬいぐるみ、ビワコオオナマズのぬいぐるみや、川原が持参するパンダのぬいぐるみが写ることもある。
- 番組Twitterのフォロワーが合流すると色んなことが起きる仕組みになっている[40]
  - 500人…番組ステッカー作成。2021年4月13日、中の人がKiss FM KOBE「Kiss MUSIC PRESENTER」岬のおめでとー！のコーナーに投稿し、藤原がお祝い。
  - 1000人…2021年4月19日、中の人が「Kiss MUSIC PRESENTER」岬のおめでとー！のコーナーに投稿～お祝い。
  - 10000人…番組ステッカーを達成日DJ・遠藤サイン入りでいつもの2倍プレゼント。

## ゲスト
- 日本生協連・Twitterの中の人（2021年6月19日・9月18日）電話出演…Kiss FM KOBE放送回
- 中村獅童（2021年7月17日）リモート出演…α-STATION放送回
- JIRO（2021年10月9日）リモート出演…α-STATION放送回
- 藤井フミヤ（2021年10月16日）…FM大阪放送回
- グルメブロガー・プーさん（2021年11月6日）…FM大阪放送回
- 淡路ファームパーク イングランドの丘・ひつじ担当者（2022年1月22日）電話出演…α-STATION放送回
- 土居利光（2022年3月26日）電話出演…α-STATION放送回
- しもぐち☆雅充

（2022年4月2日…FM大阪放送回電話出演・2023年5月13日…Kiss FM KOBE放送回電話出演・2023年11月11日・2024年11月2日…FM大阪放送回電話レポーター）
- マリンピア神戸 さかなの学校・大鹿達弥（2022年5月21日）…Kiss FM KOBE放送回
- 絵本アニメクリエイター twotwotwo（2022年6月18日）電話出演…α-STATION放送回
- 山下達郎（2022年7月16日）…FM大阪放送回
- SAVVY編集長・竹村匡己（2022年8月27日・2023年9月16日）
- Brasserie Knot・植竹大海（2022年9月24日）…FM大阪放送回
- 西宮神社 開門神事講社 講長・平尾亮（2023年1月7日）…Kiss FM KOBE放送回
- グルメプロデューサー・久保達也（2023年3月11日）…Kiss FM KOBE放送回
- 井上ゆき子（2023年5月30日）…α-STATION放送回
- ターザン山下（2023年8月5日）…Kiss FM KOBE放送回・レポーター出演
- びわ湖くん（2023年8月5日）…Kiss FM KOBE放送回
- 川田一輝（2023年8月12日）…α-STATION放送回
- 原田眞人（2023年9月30日）…FM大阪放送回
- 矢井田瞳（2023年12月9日）…FM大阪放送回
- 珠久美穂子（2024年1月6日）…α-STATION放送回・レポーター出演
- 谷本吉紹（2024年1月6日）…α-STATION放送回・電話出演
- 森夏子（2024年1月27日）…α-STATION放送回・レポーター出演
- 松岡充（2024年2月17日）…FM大阪放送回
- 貴島明日香（2024年3月23日）…Kiss FM KOBE放送回
- グルメブロガー・M三郎（2024年4月6日・6月29日）…FM大阪放送回
- 平松愛理（2025年1月11日）…Kiss FM KOBE放送回
- bo:rl・井上光昭（2025年3月8日）…FM大阪放送回（藤原岬の叔父・SHE'S 井上竜馬の父）
- アカシアオルケスタ 藤原岬・西村広文（2025年8月16日)…α-STATION放送回

## #サタジャン3前のスターの振り
生放送である当番組の直前の時間帯において、当番組を共同制作する3局のうち唯一、α-STATIONの「RADIANT MORNING」（DJ・しもぐち☆雅充）が生放送である。
この生放送が連続する特性を活かして当番組を盛り上げるべく、当番組直前の生放送でDJを務める しもぐち☆雅充（愛称「スター」）が彼の番組エンディングで、当番組DJを名指しで指名の上、当番組オープニングで演じてほしい「お題」を振ることがある。
そうして振られたお題、当番組DJによる対応、およびそれらの感想等について、ハッシュタグ「 #サタジャン3前のスターの振り  」を付して、当番組の公式ツイッターアカウントや視聴者等によりツイートされることがある。

### スターのムチャぶり例
- 2022年2月19日（FM大阪回・遠藤）…「女性をおとすわざをプロレス風に教えて」[42]
- 2022年11月5日（Kiss FM KOBE回・藤原）…「いい男の条件を教えて」[43]

### スターへの逆振り
しもぐち☆雅充はα-STATION・川原に振りをすることはないが、川原から番組オープニングで逆振りをするときがある。
- 2022年12月3日…「12月24日の京都回はクリスマスなのでロマンチックな合流コールをして」と川原が逆振りをし、12月24日オープニングでしもぐち・川原が替え歌にした「シャ・ラ・ラ」を歌唱。
- 2023年1月28日…「2月25日の京都回は100回記念なので京都のオールスターズでめでたい合流コールをして」と川原が逆振りし、2月25日「RADIANT MORNING」ラストで、しもぐち、前田彩名、百鳥秀世が寸劇をした。

## サタジャンファミリー
番組のTwitterでは川原・遠藤・藤原だけでなく、京阪神FM3局のDJ・サウンドクルーも登場（合流）したり、交流をしている。「Saturday Junction」以外の番組でも話題にあがることがある。
- しもぐち☆雅充（α-STATION・FM大阪）
- 谷口キヨコ（α-STATION・FM大阪）[注 1]
- 森夏子（α-STATION）
- 前田彩名（α-STATION・FM大阪）
- 百鳥秀世（α-STATION）
- 大矢隼佑（α-STATION）
- 宮部咲哉（α-STATION・FM大阪）
- 珠久美穂子（FM大阪・Kiss FM KOBE）[44][45][注 2]
- ターザン山下（Kiss FM KOBE）
- ワタナベフラワー・クマガイタツロウ（Kiss FM KOBE）[46]
- 川田一輝（Kiss FM KOBE）
- 永田早紀（Kiss FM KOBE）
- 西村広文（アカシアオルケスタ）

### 百鳥の正装
α-STATIONのラインキャスター・百鳥秀世は、京都回がお祝いに当たる際(放送100回・開局記念等)に全身タイツを着用して番組Xに登場し、川原やしもぐちは、タイツを「正装」と表現している。なお、ニュースを読む際は着替えている。

## スタッフ

### 現在（2025年5月1日時点）
- α-STATION：KJさん(ディレクター)・keちゃん(ライター)・ありちゃん(AD)[48]
- FM大阪：ワクイさん(ディレクター)・keちゃん(ライター・AD)[49]
- Kiss FM KOBE：アサイさん(ディレクター)・keちゃん(ライター・AD)[50]

### 過去のスタッフ
- FM大阪：Kさん(ディレクター)[51]